# Marlene Faro
Marlene Faro (* 1954 in Wien) ist eine österreichische Journalistin und Schriftstellerin. 

## Leben
Nach Erreichen der Matura begann Faro an der Universität ihrer Heimatstadt u. a. Politikwissenschaft und Geschichte zu studieren. Dieses Studium schloss sie mit der Promotion ab. 
Anschließend war sie freie Mitarbeiterin für Zeitschriften und Zeitungen wie Cosmopolitan, Der Feinschmecker, Geo, Der Stern und Westermanns Monatshefte. Parallel dazu entstand mit den Jahren auch ein eigenständiges, erfolgreiches literarisches Œuvre. 
Ihr Roman „Frauen, die Prosecco trinken“ wurde 2001 für die ARD unter dem gleichen Titel verfilmt. 
Derzeit (2011) lebt Marlene Faro in Wien.

## Werke (Auswahl)
Erzählungen
- Alte Schachteln. Erzählungen. Picus Verlag, Wien 2006, ISBN 978-3-85452-613-1.
- Die Kellnerin, der Heilige und die Bienenkönigin. Kärntner Melacholien. Picus Verlag, Wien 2009, ISBN 978-3-85452-952-1.

Romane
- Frauen, die Prosecco trinken. Roman. Reclam, Leipzig 1996, ISBN 3-379-01552-0.
- Die Frau des Weinhändlers. Roman. Reclam, Leipzig 1998, ISBN 3-379-01618-7.
- Die Vogelkundlerin. Roman. Hoffmann und Campe, Hamburg 1999, ISBN 3-455-01946-3.
- So what! Roman. Hoffmann und Campe, Hamburg 2001, ISBN 3-455-01947-1.⁰
- Frauen, die den Bauch einziehen. Roman. Bastei Lübbe, Bergisch Gladbach 2004, ISBN 3-404-15146-1.
- Mein Leben, Teil Zwei. Roman. Bastei Lübbe, Hamburg 2006, ISBN 978-3-404-26495-7.
- Blutiger Klee. Krimi. Gmeiner, Meßkirch 2012, ISBN 978-3-8392-1288-2.
- Kalter Weihrauch. Krimi Gmeiner, Meßkirch 2013, ISBN 978-3-8392-1453-4.

Sachbücher
- „An heymlichen orten“. Männer und der weibliche Unterleib; eine andere Geschichte der Gynäkologie. Reclam, Leipzig 2002, ISBN 3-379-00785-4.

Hörbücher
- Frauen, die Prosecco trinken. Reclam-Hörbuch, Stuttgart 1999, ISBN 3-15-120003-6
- Die Frau des Weinhändlers. Reclam-Hörbuch, Stuttgart 1999, ISBN 3-15-120007-9
- Die Vogelkundlerin. Hoffmann und Campe, Hamburg 2000, ISBN 3-455-30165-7
- Blutiger Klee. Radioropa Hörbuch, Daun/Vulkaneifel 2012, ISBN 978-3-8368-0666-4

## Verfilmungen
- Ulrich König (Regie): Frauen, die Prosecco trinken. ARD 2001.